# Svitavy

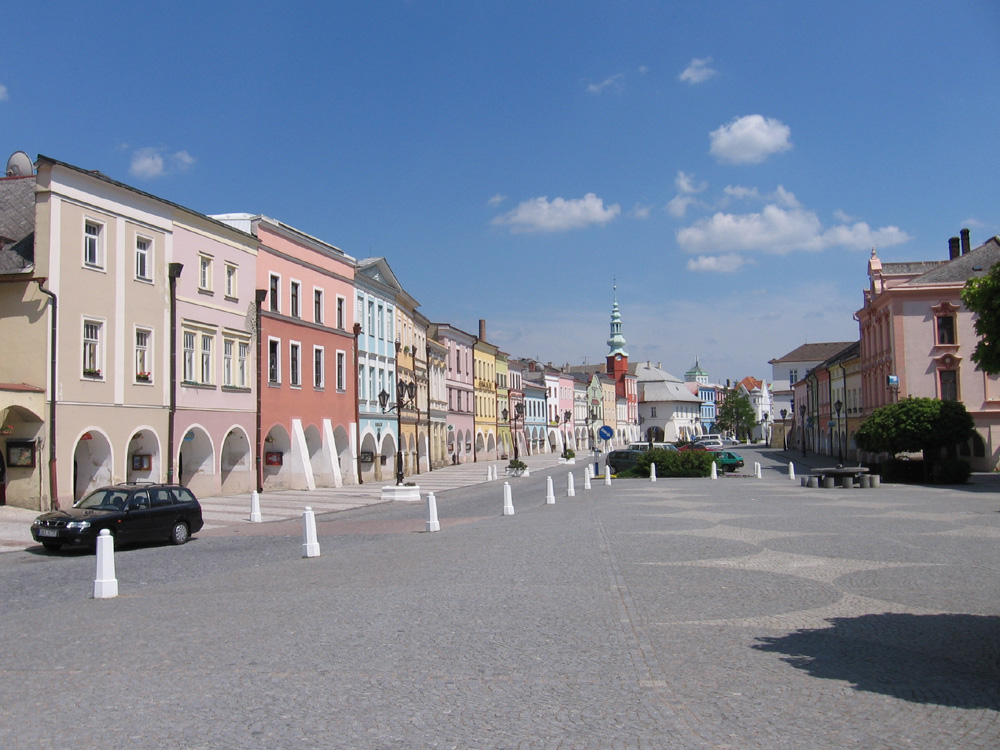
Svitavy

Svitavy (germ: Zwittau) este un oraș cu 17.322 loc. situat în centrul Cehiei, pe râul Svitava în regiunea Pardubice. Orașul care are o industrie dezvoltată se află în Moravia, Cehia la ca. 15 km sud-est de Litomyšl. 
Muzeul Esperanto din Svitavy poate fi găsit în cea mai frumoasă clădire a orașului, în Casa Ottendorfer, care a fost construită în 1892 de jurnalistul american, născut în Svitavy, Valentin Oswald Ottendorfer. Arhitectul germano-brazilian din Brno, Germano Wanderley, a proiectat casa, în timp ce primarul orașului, inginerul Friedrich Wilhelm Sander, i-a încredințat construcția clădirii lui Johann Bier. Casa este cunoscută și sub numele de Biblioteca Roșie, deoarece pereții ei au o culoare de cărămidă roșie.

## Personalități marcante
- Oskar Schindler